# Afonso IV de Leão
Afonso IV de Leão (c.899 - Ruiforco de Torío, agosto de 933), cognominado o Monge, foi rei de Leão de 925 a 931.
Filho mais velho de Ordonho II da Galiza, não ascendeu ao trono por morte do pai em 924, tendo a Ordonho sucedido o tio Fruela II das Astúrias e Leão; com a morte deste no ano seguinte, sendo Afonso o descendente mais velho dentre os filhos de Ordonho e Fruela, tornou-se rei de Leão. Nessas condições seria difícil assegurar a governação, tendo resignado em favor do seu irmão Ramiro II, e entrado de seguida num mosteiro. Inconstante, porém, no seu carácter, tomou armas com o filho de Fruela contra Ramiro, tendo suspendido a sua renúncia ao trono, por um lado, e à vida monástica por outro. Ramiro derrotou-o, mandou-o cegar e colocou-o sob prisão no mosteiro de Sahagún, onde viria a falecer em 933. Ordonho IV, futuro rei de Leão era seu filho.

## Origens da família
Ele era filho do rei Ordonho II de Leão e de sua primeira esposa, a rainha Elvira Mendes. Do lado do pai, era neto do rei Afonso III das Astúrias e da rainha Jimena das Astúrias e do lado materno do magnata galego Hermenegildo Guterres, conde de Tuy e do Porto e primeiro reconquistador de Coimbra, e Ermesenda Gatónez.
Era irmão dos reis Ramiro II de Leão e Sancho Ordonhes, sobrinho carnal do rei Fruela II e primo do filho deste, Alfonso Froilaz.

## Biografia

### Reinado (926-931)
Seu pai, Ordonho II, morreu no ano de 924 e à sua morte foi sucedido no trono de Leão por seu irmão, Fruela II de Leão que morreu no ano de 925. Após a morte deste eclodiu uma guerra civil no reino de Leão entre os filhos de Fruela II, Afonso Froilaz e seus irmãos Ordonho e Ramiro, e os filhos de Ordonho II de Leão, Sancho, Afonso e Ramiro, que durante o reinado de seu tio Fruela II haviam se refugiado na Galíza e rio Minho, dois deles, Sancho e Ramiro, haviam escolhido esposas entre as filhas dos nobres mais proeminentes da região. Assim, Sancho Ordonhes casou-se com Goto Nunes, membro da mais alta nobreza galega e bisneta do conde Hermenegildo Guterres e Ramiro era casado com sua prima irmã Adosinda Guterres, filha do conde Gutierre Osórez e neta por parte da mãe do conde Hermenegildo Guterres.
Durante a guerra civil entre ambos os bandos, os filhos do defunto Ordonho II de Leão foram apoiados pelo rei Sancho Garcés I de Navarra, que era sogro de Afonso, assim como pelos nobres galegos, que apoiavam Sancho Ordonhes, irmão de Afonso. Também foi apoiado pelos condes castelhanos e pelos portugueses, que apoiavam o infante Ramiro, irmão de Afonso.
Afonso IV foi coroado como rei de Leão no dia 12 de fevereiro de 926. Ele e seus irmãos repartiram o reino nesse mesmo ano. Ao irmão mais velho, Sancho Ordones, que contraiu matrimonio com uma dama galega, Goto Nunes, correspondeu-lhe o reino da Galiza, que se estendia desde a costa cantábrica até ao rio Minho. Ao infante Ramiro, irmão mais novo de Afonso IV de Leão, correspondeu-lhe o governo do território portucalense, com capital en Viseu. Por sua parte, Afonso Froilaz continuou refugiado em território asturiano.

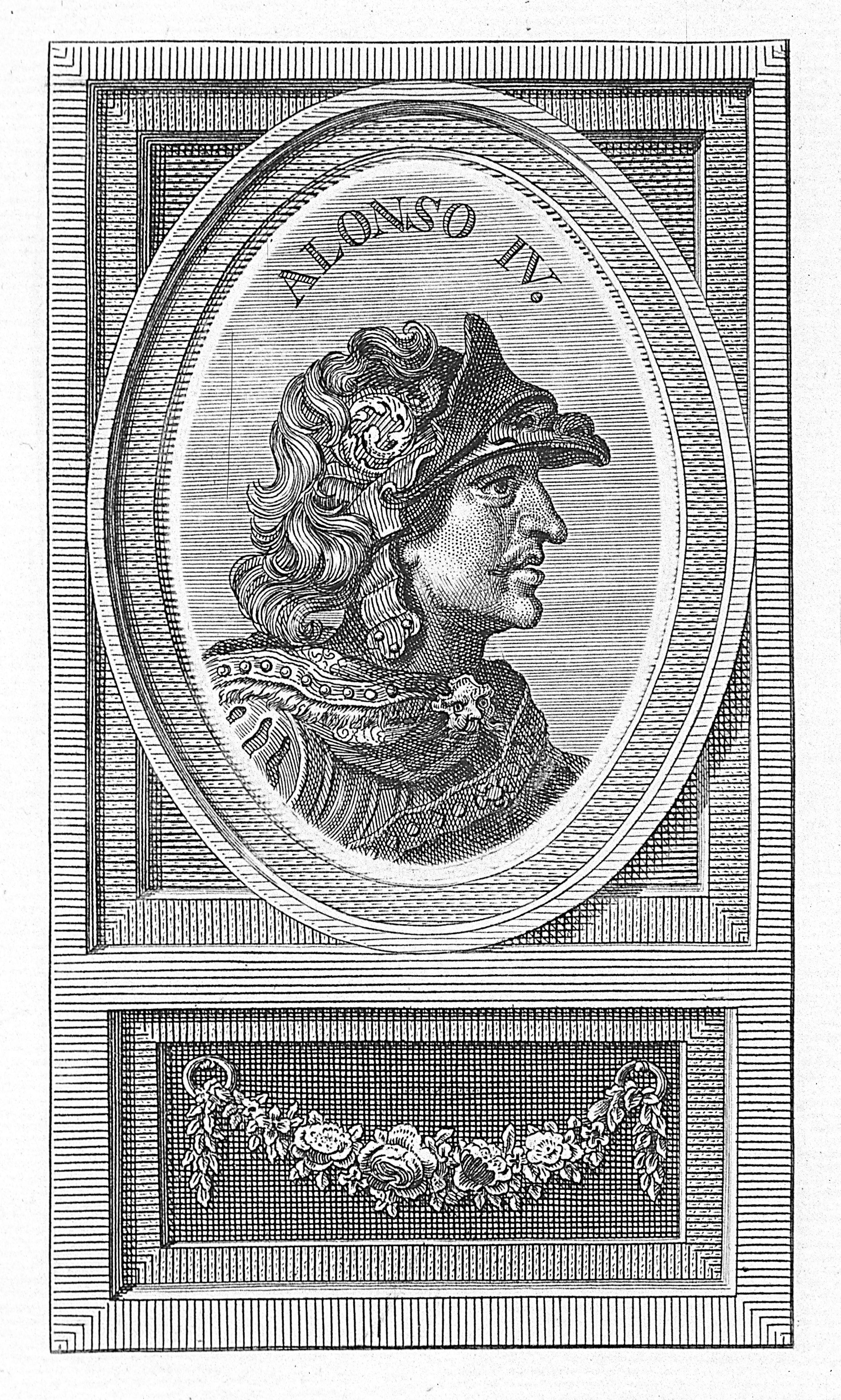
Afonso IV, por Arnold van Westerhout (1684, Biblioteca Nacional de Espanha, Madrid)

Os irmãos de Afonso IV mantiveram boas relações com ele durante o seu reinado. Alfonso Froilaz permaneceu nas Astúrias, onde manteve vários adeptos, até ao ano de 932. Quando Alfonso IV começou a reinar, ele voltou para o bispo Fruminio, que havia sido banido pelo rei Fruela II de Leão. As crónicas da época indicam que o rei Afonso IV foi distinguido por sua vocação religiosa e sua natureza pacífica, que foi criticada em seu trabalho pelo Padre Juan de Mariana, que observou que o rei não foi se distinguiu na luta contra o Muçulmanos, que dominaram a maior parte da Península Ibérica, e que não fizeram nenhuma conquista significativa durante o seu reinado. No ano de 929, Alfonso IV doou a cidade de Naves, localizada ao lado do rio Esla, ao mosteiro de São Cosme e São Damião, entre os que confirmaram essa doação estavam o Infante Ramiro, irmão de Afonso IV, e os bispos Juliano e Dulcidio.
No verão de 929, em alguma data entre 10 de junho e 8 de agosto, o rei Sancho Ordones, irmão mais velho de Afonso IV, morreu e após sua morte o reino da Galiza foi reintegrado por Afonso IV ao reino de Leão. Afonso IV teve o apoio do magnata galego Guterres Mendes, que recebeu vários solares localizados na área de Lugo do monarca em troca de seu apoio. A reintegração do reino da Galiza foi pacífica, como referido pelo cronista muçulmano da época ibne Haiane:
Logo Sancho morreu, na região onde ele havia se refugiado, não deixando filhos, como que aconteceu com o rei unanimemente aceito, Alfonso, que não tinha competidor no poder.
Durante o reinado de Afonso IV de Leão, surgiu um processo entre os frades do mosteiro de Ruiforco, onde o monarca morreria em 933, e os moradores das aldeias de Manzaneda de Torío e Garrafe de Torío. O rei moveu-se com sua corte a Manzaneda de Torío e a 29 de janeiro do ano 931 indicou os termos da cidade de Manzaneda, resolvendo o processo em favor dos frades do mosteiro que continuaram a possuir todas as terras que Afonso III entregou ao mosteiro.
No verão do ano de 931, embora a data exata seja desconhecida, a rainha Oneca morreu em Pamplona, esposa de Afonso IV, o que o afetou profundamente. O último diploma em que aparece o nome da rainha Oneca entre os confirmadores foi a 11 de abril do ano 931. Em 27 de junho do mesmo ano, estando na cidade de Burgos, Afonso IV doou ao mosteiro de San Pedro de Cardeña todas as terras incluídas entre os municípios de Orbaneja Riopico, Villayuda, Castañares e Villabáscones.

### Abdicação e morte (931-933)
Com a morte de sua esposa, que o afetou profundamente, segundo as crónicas da época, Afonso IV decidiu abdicar e entregar o trono de Leão ao seu irmão, o infante Ramiro, que governava o território de Portugal e tinha sua capital em Viseu. O rei informou o seu irmão da sua intenção de abdicar e, em seguida, o pequeno Ramiro, foi acompanhado por numerosos magnatas das terras situadas entre os rios Minho e Mondego, até à cidade de Zamora.
Ramiro teve que se mudar depois para a cidade de Leão e que depois iria ao reino da Galiza, pois a 31 de agosto do ano 931 confirmou ao mosteiro de San Julián de Samos todas as doações que seus predecessores no trono de Leão tinham concedido no passado para o mosteiro galego.
Vários meses depois, e logo após as negociações entre Afonso IV e seu irmão em que ambos fixaram as condições para a cessão do trono, Ramiro II foi coroado rei de Leão na igreja de Santa María e São Cipriano de Leão, que posteriormente seria a catedral de Leão, começando seu reinado, enquanto seu irmão, Afonso IV, o monge, professava como monge no mosteiro de Sahagún.
Na primavera do ano 932, depois de ter permanecido vários meses no mosteiro de Sahagún, Afonso IV deixou o mosteiro. Com o apoio de Afonso Froilaz e seus irmãos, Ramiro e Ordonho, todos filhos rei Fruela II de Leão, e aproveitando de seu irmão Ramiro II foi em Zamora concentrando tropas para vir em socorro da cidade de Toledo, sob cerco pelas tropas do califa Abederramão III, tentou novamente recuperar o trono.
Ramiro II quando soube que seu irmão Alfonso destinava-se a recuperar o trono, ele enviou um destacamento de tropas para ajudar os sitiados em Toledo e depois foi para Leão, onde Alfonso IV, foi capturado. Ramiro II derrotou os insurgentes e ordenou que fossem presos. Ele deu propriedades de  Alfonso Froilaz e seus irmãos, que tinham ajudado Alfonso IV para tentar recuperar o trono, o conde Guterres Osóris, que haviam permanecido leais.
De seguida, Ramiro II foi para Astúrias e capturou  Alfonso Froilaz e seus irmãos, Ordonho e Ramiro, e trouxe-os para Leão, onde os trancou com Alfonso IV. No ano de 932 Ramiro II ordenou que Afonso IV e Afonso Froilaz e seus irmãos fossem cegos, e subsequentemente foram transferidas para o mosteiro de Ruiforco, onde os quatro presos permaneceram até à sua morte.

## Matrimonio e descendência
Casou-se no ano de 928 com Oneca de Pamplona, filha do rei Sancho Garcés I de Pamplona e da rainha Toda Aznar. Como resultado de seu casamento, nasceram dois filhos:
- Ordonho IV de Leão (m. 962). Rei de Leão, casado no ano de 958 com Urraca Fernandes, que havia sido casada com Ordonho III de Leão e era filha do conde de Castela Fernando Gonçalves e de Sancha de Pamplona.[11] Foi sepultado no panteão dos reis de San Isidoro de Leão.[12]
- Fruela[13] (m depois de 958). Sua existência é confirmada por um documento emitido a 18 de novembro de 958 por seu irmão Ordonho IV.